# Schwanfeld
Schwanfeld település Németországban, azon belül Bajorországban. Lakosainak száma 1749 fő (2023. december 31.).

## Népesség
A település népessége az elmúlt években az alábbi módon változott:
| Lakosok száma | 922  | 1220 | 1393 | 1643 | 1827 | 1807 | 1836 | 1834 | 1784 | 1749 |
|               | 1875 | 1950 | 1975 | 1987 | 2012 | 2014 | 2016 | 2017 | 2021 | 2023 |